# Spinocalanus aspinosus
Spinocalanus aspinosus är en kräftdjursart som beskrevs av Mungo Park 1970. Spinocalanus aspinosus ingår i släktet Spinocalanus och familjen Spinocalanidae. Inga underarter finns listade i Catalogue of Life.